# Missingsch
Missingsch (auch Messingsch) ist eine Mischsprache, die im Zuge eines umfangreichen, weite Bereiche der Gesellschaft erfassenden Sprachwechsels entstanden ist, als niederdeutsche Muttersprachler Standarddeutsch (Hochdeutsch) zu sprechen begannen. Missingsch ist daher von den niederdeutschen Dialekten abzugrenzen und stellt eher eine regiolektale Variante des Hochdeutschen dar, auf dem es ganz überwiegend beruht. Typische Merkmale sind die Beibehaltung des niederdeutschen Satzbaus und volkstümliche Lehnübersetzungen niederdeutscher Wendungen ins Hochdeutsche.
Angenommen wird vielfach, dass die Bezeichnung Missingsch vom Begriff Meißnisch, der Meißner Kanzleisprache, herrühre. Eine andere Theorie leitet sie von Messing her, einer Verbindung (Legierung) aus Zink und Kupfer, da im Missingsch zwei Sprachen miteinander verschmolzen sind.

## Grammatik und Aussprache
Die Grammatik des Missingsch ist niederdeutsch geprägt, das Vokabular eine Mischung von standarddeutschen und niederdeutschen Ausdrücken. Einige Beispiele:
| Missingsch                                                                          | Plattdeutsch                                                                   | Standardhochdeutsch                                                                                  |
| ----------------------------------------------------------------------------------- | ------------------------------------------------------------------------------ | --- |
| Lang mich mal die Kanne Milch.                                                      | Lang mi mal de Melkkann.                                                       | Reich mir mal die Milchkanne.                                                                        |
| Sitzen gehen schallst du erst, wenn de Vadder da is                                 | Sitten gahn schallst du ierst, wenn de Vadder dor is.                          | Hinsetzen sollst du dich erst, wenn der Vater da ist.                                                |
| Das Bild is für ihr.                                                                | Dat Bild is för ehr.                                                           | Das Bild ist für sie.                                                                                |
| Der ist tot geblieben.                                                              | He is dootbleven.                                                              | Er ist gestorben (wörtlicher: tot zurückgeblieben).                                                  |
| Bei die aufe Tür kommp all so’n Viechzeug rein.                                     | Bi de oppe Döör kümmt all so’n Krimmeltüüg rin.                                | Bei offener Tür kommt alles mögliche Viehzeug herein.                                                |
| Ich tu dich blots ankucken, denn wirst du klar kriegen, was die Klock geslagen hat. | Ik do di blots ankieken, denn schallst du klorkregen, wat de Klock slahn hett. | Ich sehe dich nur an, dann wirst du verstehen (soll dir klar werden), was die Stunde geschlagen hat. |

Am letzten Beispiel lässt sich erkennen, dass Missingsch nicht Niederdeutsch ist: Es wird hochdeutsch was statt niederdeutsch wat und ich anstatt ik gesagt. An Wendungen wie lang mich und für ihr wird zudem die Schwierigkeit des Umstiegs vom bloßen Objektkasus des Niederdeutschen, in dem Dativ und Akkusativ zusammenfallen, zur hochdeutschen Opposition der beiden Kasus erkennbar.
Typisch für Missingsch ist außerdem die prägnant norddeutsche Intonation, die sich ins Schriftliche nicht übertragen lässt.